# Andrés Mata
Andrés Mata is een gemeente in de Venezolaanse staat Sucre. De gemeente telt 26.000 inwoners. De hoofdplaats is San José de Aerocuar.